# Iglesia de San Mauricio (Mantua)
La iglesia de San Maurizio, filial de la parroquia de San Barnaba, se encuentra en Via Chiassi en Mantua.

## Historia
Fue abierto al público en 1616. El proyecto y la dirección de las obras, iniciadas en 1609, fueron confiados por los Teatinos, orden religiosa encargada del convento anexo, al arquitecto Antonio Maria Viani, prefecto de las fábricas ducales Gonzaga. Entre 1726 y 1731, probablemente bajo la dirección técnica del ticinés Giovanni Maria Borsotto, se completó la iglesia con la fachada y la cúpula. Durante la ocupación francesa, la iglesia, anteriormente dedicada a los santos Mauricio y Margarita, se convirtió, de 1808 a 1814, en parroquia militar con el título no casual de San Napoleone. Con el regreso de los austriacos, la iglesia adquirió la dedicación exclusiva de San Mauricio y fue agregada a la parroquia de San Barnaba, cuya iglesia del mismo nombre se encuentra en la misma via Chiassi. En 1957, también como consecuencia de los daños causados por los bombardeos de la Segunda Guerra Mundial, fue cerrado al culto. El antiguo convento adyacente fue transformado en cuartel en el siglo XIX y actualmente es la sede de la Comandancia Provincial de los Carabineros .

## Descripción
La fachada de estilo barroco está decorada con cuatro estatuas de piedra caliza que representan a San Mauricio, Santa Catalina de Antioquía, San Pablo y Santa Margarita .El interior es de una sola nave con tres capillas a cada lado y cúpula elíptica. Alberga importantes pinturas y lienzos del siglo XVII de artistas de indudable valor como Giuseppe Bazzani, Ludovico Carracci, Jacob Denys, Frans Geffels, Lorenzo Garbieri. En la primera capilla de la izquierda se encuentra la lápida que cubría la tumba de Giovanni delle Bande Nere, fallecido en Mantua en 152.

### Personas ilustres enterradas
Aquí fue enterrado Vincenzo II Gonzaga, séptimo duque de Mantua.

### Obras de arte
Entre las pinturas conservadas en la iglesia de San Maurizio destacan las siguientes:
- Ludovico Carracci, El martirio de Santa Margarita, retablo, (1616).
- Frans Geffels, ' Exaltación de la cruz' .
- Jacopo Borbone, Anunciación .
- Lorenzo Garbieri, Martirio de Santa Felicidad, (1580-1654).
- Lorenzo Garbieri, Masacre de los Hijos de Santa Felicita.
- Jacob Denys, siete grandes lienzos laterales del presbiterio, entre ellos Aparición de la Virgen con el Niño a los santos Margarita y Mauricio y a los beatos de la Orden Teatina.
- Autor incierto, Virgen con el Niño San Mauricio y Santa Margarita.